# Ambassadeur des États-Unis auprès de l'Union européenne
L’ambassadeur des États-Unis auprès de l'Union européenne est le chef de la représentation diplomatique des États-Unis auprès de l'Union européenne depuis la création de cette fonction en 1961.
L'ambassadeur est l'intermédiaire officiel et permanent du département d'État des États-Unis auprès des instances du SEAE et des représentants politiques de l'Union européenne.

## Liste des ambassadeurs

### Ambassadeurs auprès des Communautés européennes
- William Walton Butterworth (1961–1962)[N 1]
- John W. Tuthill (1962–1966)
- J. Robert Schaetzel (1966–1972)
- Joseph A. Greenwald (1972–1976)
- Deane R. Hinton (1976–1979)
- Thomas O. Enders (1979–1981)
- George Southall Vest (1981–1985)
- John William Middendorf II (1985–1987)
- Alfred Hugh Kingon (1987–1989)
- Thomas Michael Tolliver Niles (1989–1991)
- James F. Dobbins (1991–1993)

### Ambassadeurs auprès de l'Union européenne
- Stuart E. Eizenstat (1993–1996)
- A. Vernon Weaver (1996–1999)
- Richard Morningstar (1999–2001)
- Rockwell Schnabel (2001–2005)
- C. Boyden Gray (2006–2008)
- Kristen Silverberg (2008–2009)
- William Kennard (2009-2013)
- Anthony L. Gardner (2014-2017)
- Gordon Sondland (2018-2020)
- Mark Gitenstein (2022-2025)

## Sources
- (en) Cet article est partiellement ou en totalité issu de l’article de Wikipédia en anglais intitulé « United States Ambassador to the European Union » (voir la liste des auteurs).